# Municipio de Lake Hattie
El municipio de Lake Hattie (en inglés: Lake Hattie Township) es un municipio ubicado en el condado de Hubbard en el estado estadounidense de Minnesota. En el año 2010 tenía una población de 202 habitantes y una densidad poblacional de 2,26 personas por km².

## Geografía
El municipio de Lake Hattie se encuentra ubicado en las coordenadas 47°17′58″N 95°6′19″O / 47.29944, -95.10528. Según la Oficina del Censo de los Estados Unidos, el municipio tiene una superficie total de 89.27 km², de la cual 86,61 km² corresponden a tierra firme y (2,99 %) 2,67 km² es agua.

## Demografía
Según el censo de 2010, había 202 personas residiendo en el municipio de Lake Hattie. La densidad de población era de 2,26 hab./km². De los 202 habitantes, el municipio de Lake Hattie estaba compuesto por el 91,09 % blancos, el 7,92 % eran amerindios y el 0,99 % eran de una mezcla de razas. Del total de la población el 1,98 % eran hispanos o latinos de cualquier raza.